# San Salvador (galeon)
San Salvador – 25-działowy galeon należący do hiszpańskiej Wielkiej Armady, flagowy okręt zastępcy dowódcy eskadry z Gipuzkoi. W dniu 31 lipca 1588 roku, w trakcie starcia z okrętami angielskimi w rejonie Plymouth, na rufie okrętu doszło do wybuchu magazynu prochu i pożaru. Eksplozja spowodowała śmierć 49 osób. W nocy tego samego dnia "San Salvador" został opuszczony przez Hiszpanów i 1 sierpnia 1588 roku  opanowany przez Anglików, którzy odholowali uszkodzony okręt do portu w Weymouth.
Zdobyty galeon stał się znany we flocie angielskiej jako "Wielki Hiszpan" (ang. Great Spaniard). W dniu 15 listopada 1588 roku dowódca angielskiej floty, Lord Wysoki Admirał Charles Howard, otrzymał wiadomość, że okręt zatonął w kanale La Manche w rejonie wsi Studland. W katastrofie zginęło 23 marynarzy; 34 zostało uratowanych przez niewielki okręt wojenny.